# Teoria del controllo ebraico sui media
Tra le accuse verso la comunità ebraica, una delle più diffuse è, senza dubbio, l'accusa, rivolta agli ebrei, di controllare i media per convergere l'opinione pubblica ai propri interessi. La teoria va a collegarsi alle altre accuse, secondo le quali, gli ebrei controllerebbero la finanza americana e internazionale, ponendosi, inoltre, come pesante forza d'influenza nella scena politica ed economica mondiale.

## Storia

### Ottocento
L'emancipazione degli ebrei nel XIX secolo "ha permesso loro di possedere terre, entrare nel servizio civile e servire come ufficiali nelle forze armate nazionali. Ha creato l'impressione ad alcuni - in particolare a quelli che si sentivano lasciati indietro, traumatizzati dal cambiamento o incapaci di raggiungere la soddisfazione professionale e la sicurezza economica secondo le loro aspettative - che gli ebrei stessero rimpiazzando i non ebrei nelle professioni tradizionalmente riservate ai cristiani. Ha anche creato per alcuni l'impressione che, allo stesso tempo, gli ebrei fossero sovrarappresentati nelle professioni orientate al futuro della fine del XIX secolo: finanza, banca, commercio, industria, medicina, legge, giornalismo, arte, musica, letteratura e teatro". Il giornalismo fu quindi uno dei primi obiettivi delle teorie del complotto artificialmente scatenate contro gli ebrei.
L'accusa figurava tra i principali contenuti dei protocolli dei Savi di Sion e fu ripresa e approfondita dalle pubblicazioni del Learbon Independent di Henry Ford negli Stati Uniti durante gli anni '20.

### Prima metà del Novecento
Durante gli anni '20, il Dearborn Independent, un giornale di proprietà dell'imprenditore Henry Ford, iniziò una serie di pubblicazioni incentrate sulla presunta influenza che gli ebrei avevano nella società americana, in particolare nel giornalismo e nel cinema. Gran parte del materiale, incluse le accuse di controllo mediatico, traevano ispirazione dai Protocolli dei Savi di Sion, e furono in seguito ripubblicate sotto forma di libro: L'ebreo internazionale.
Comunque, nel 1927 prima, e nel 1942 dopo, Ford si scusò con la comunità di ebrei americani per i danni che la campagna del suo giornale poteva aver creato.
Secondo i rapporti dell'ADL, L'ebreo internazionale continua ad essere pubblicato oggi negli Stati Uniti da Liberty Bell Publications.

### Oggi
Secondo i dati riportati dallo storico Robert Michael per il suo libro A Concise History of American Antisemitism, ad un sondaggio del 2002, 48 milioni di americani avrebbero risposto di credere che "gli ebrei controllano i media".
Nel luglio 2010, il regista Oliver Stone, già in passato al centro di polemiche per le sue dichiarazioni su Hitler, dichiarò nel corso di un'intervista al Sunday Times concernente i suoi propositi per la realizzazione di un film sull'Olocausto, che lo avrebbe sviluppato per via «dello strapotere ebraico nel mondo dei media», dicendo inoltre che «loro [gli ebrei] sono sempre in cima a qualsiasi commento, sono la lobby più potente che agisca a Washington. Israele ha fottuto la politica estera americana per anni». Per contro, oltre alle denunce delle organizzazioni ebraiche, l'ADL ribatté che «le sue teorie cospirative sono antisemite e le sue parole alimentano lo stereotipo del potere illegittimo detenuto dagli ebrei». Qualche tempo dopo, il regista si scusò dicendo di essersi male espresso circa i suoi pensieri.